# Malomir, Șumen
Malomir (în bulgară Маломир) este un sat în comuna Vărbița, regiunea Șumen,  Bulgaria. 

## Demografie
Componența etnică a satului Malomir
     Bulgari (10,83%)
     Romi (2,65%)
     Turci (13,9%)
     Nicio identificare (72,59%)
La recensământul din 2011, populația satului Malomir era de 489 locuitori. Nu există o etnie majoritară, locuitorii fiind turci (13,9%), bulgari (10,83%) și romi (2,65%). Pentru 72,59% din locuitori nu este cunoscută apartenența etnică.